# Botfalva
Botfalva (en ukrainien : Боtфалва ; en hongrois : Botfalva) est un village de l'oblast de Transcarpatie, en Ukraine. Sa population s'élevait à 579 habitants en 2001.
Jusqu'à la fin de la Seconde Guerre mondiale, il fit partie du comitat d'Ung du Royaume de Hongrie. 

## Géographie
Botfalva est situé à 8 km de la frontière ukraino-slovaque, à 2 km de Palló et à 1 500 m de Gálocs. 

## Administration
Botfalva fait partie de la commune rurale de Tarnivtsi (en ukrainien : Тарнівці), du raïon d'Oujhorod. 

## Histoire
En 1310, le  roi Charles Robert de Hongrie donne les terres de Panatarnóca (comitat d'Ung) à un dénommé Bud, fils de Gothard de Torna/Csorna. Le village est alors nommé Budfalva (ou Botfalva) d’après le nom de l’acquéreur. Etymologiquement, Bot-falva signifie village de Bot. Le village est mentionné sous les noms de Bodfalua (1355), Bathfalva /Bathafalwa (1427) puis Botafalva au XIXe siècle. Un document de 1427 mentionne que le village appartient aux familles Drágffy et Daczó (Dacsó). Il appartient au XVIe siècle à János Both de Botfalva, Mihály Kincsy et Balázs Pocsay. En 1555, 35 serfs sont recensés. On constate dans un recensement de 1567 un effondrement important de la population ce qui suggère une importante épidémie de peste. En 1599, les impôts sont payés sur 19 maisons. Le recensement du comté de 1696 comprend les noms de 14 serfs. La population de la congrégation réformée était de 200 habitants en 1853, 198 en 1856, 130 en 1910 et 137 en 1931. En 1910, 440 de ses 460 habitants se déclarent Hongrois et 16 Slovaques. Parmi eux, 101 étaient des catholiques romains, 159 étaient des catholiques grecs et 130 étaient réformés. Dans les années 1940, 113 des 512 habitants sont réformés. Quatorze hommes du village sont morts au front durant la Seconde Guerre mondiale, et à l'automne 1944, trois personnes sont déportées par les Soviétiques.

## Économie
L'économie est fondée sur la production et la vente de fruits et légumes notamment sur les marchés d'Oujhorod.

## Population
Recensements (*) ou estimations de la population :
| 1910 | 1940 | 1944 | 1989* | 2001* |
| ---- | ---- | ---- | ----- | ----- |
| 460  | 512  | 495  | 630   | 579   |

Les Hongrois représentent la majorité de la population du village : 440 habitants sur 630 en 1989 ; 436 sur 680 en 1991 ; 379 sur 579 en 2001, soit 65,5 %, à côté de 23 % d'Ukrainiens et 10 % de Roms.